# خالد محمد
خالد محمد (زادهٔ ۷ ژوئن ۲۰۰۰) بازیکن فوتبال اهل قطر است که در پست هافبک برای باشگاه فوتبال کولچرال دپورتیوا لئونسا در سگوندا دویژن بازی می‌کند.

## باشگاهی
از باشگاه‌هایی که در آن بازی کرده‌است می‌توان به باشگاه فوتبال لیدز یونایتد اشاره کرد.

## تیم ملی
وی در رده نوجوانان، جوانان و امید برای تیم ملی قطر بازی کرده است و همراه تیم ملی فوتبال قطر در جام ملت‌های آسیا ۲۰۱۹ حضور داشت.